# Mirja Mäkelä
Mirja Mäkelä (* 16. September 1968) ist eine finnische Jazzmusikerin (Gesang, Komposition).

## Leben und Wirken
Mäkelä stammt aus einer musikalischen Familie; ihre Schwester, die im A-cappella-Ensemble Opus 5 sang, war ihr Vorbild. Mit sechs Jahren erhielt sie Klavierunterricht an der Musikschule von Espoo; zu Hause sang sie die Platten von Ella Fitzgerald nach. Im Musikgymnasium von Tapiola wurde sie gesanglich ausgebildet, aber das Klavier blieb zunächst ihr Hauptinstrument. 1988 begann sie ein Studium der Schulmusik an der Sibelius-Akademie. Bestärkt durch ihre Teilnahme an den Jamsessions im Restaurant Orfeus bewarb sie sich an der Jazzabteilung der Sibelius-Akademie, wo sie 1992 angenommen wurde. Im Folgejahr trat sie im Konzert für junge Solisten des UMO Jazz Orchestra auf; 1994 gewann sie den Jazzgesangswettbewerb Lady Summertime. Außerdem studierte sie 1996 Komposition und Gesang an der University of Southern California bei Vince Mendoza und Michele Weir.
Noch im Studium gründete Mäkelä ihre eigene Band (mit dem Pianisten Kirmo Lintinen, dem Bassisten Ape Anttila, dem Schlagzeuger Markku Ounaskari und dem Saxophonisten Manuel Dunkel), mit der sie mehrere Tourneen (auch in Deutschland) unternahm und auf mehreren finnischen Jazzfestivals auftrat, bevor sie 1999 ihr Debütalbum  Secret Playground veröffentlichte. Sie trat nicht nur mit dieser Band auf, sondern weiterhin mit einem aus schwedischen Jazzmusikern bestehenden Trio, etwa beim Jazz aux Oydayas Festival in Marokko. Mit dieser Gruppe, Mäkelä-Berger-Knutsson-Spering, veröffentlichte sie 2003 das Album Arco Íris (Texicalli/Impala). 2007 erhielt Mäkelä den Kulturpreis der Finnisch-Schwedischen Kulturstiftung.
Weiterhin sang Mäkelä zwischen 2001 und 2009 im JimJamMurMur-Quartett mit Johanna Iivanainen, Mia Simanainen und Jenny Robson, mit dem sie 2003 den Gruppenwettbewerb des Tampere Vocal Music Festival gewann und 2009 ein Album vorlegte. Mit ihrem Kammerjazztrio veröffentlichte sie drei Alben, Runoisa (2008), My Hidden Joys (2015) und So Far, So Me (2022). Sie arbeitete zuletzt 2021 mit dem UMO Jazz Orchestra; sie sang auch mit der Espoo Big Band, der Estonian Dream Big Band und der Norrbotten Big Band.
Weiterhin unterrichtet Mäkelä Jazzgesang an der Sibelius-Akademie und an der Musikschule von Espoo. Dort war sie mit Unterbrechungen von 2007 bis 2021 bereits als Leiterin der Pop- und Jazzabteilung von Ebeli tätig.